# Dobbeltdrabet i Randers
Dobbeltdrabet i Randers refererer til drabet på de to prostituerede Natálija Ivanova og Bang-On Nielsen, som fandt sted lørdag 29. januar 2000 klokken 2.30 i en kælderlejlighed på Steen Blichers Gade 6 i Randers.

## Baggrund
Den 29-årige Bang-On Nielsen fra Thailand og 27-årige Natálija Ivanova, der var født i Rusland, men boede i Letland, arbejdede som prostituerede på en massageklinik, der lå i kælderen på Steen Blichers Gade 6 i Randers. Kvinderne kaldte sig henholdsvist Joy og Linda over for kunderne. Klinikken havde eksisteret i flere år med skiftende bemanding. Modsat andre klinikker i byen havde den ikke været udsat for terror og brandstiftelser.
Bang-On Nielsen kom til Danmark i 1995, var dansk gift og boede i Assentoft, mens Natálija Ivanova var kommet til Danmark blot 14 dage før drabet. De var begge mødre. Bang-On Nielsen havde to døtre hjemme i Thailand, mens Natálija Ivanova havde et barn i Riga, som hun planlagde at tage hjem til, når hendes turistvisum udløb efter tre måneder.
Randers Politi blev alarmeret lørdag den 29. januar 02.48 efter at vidner hørte to kvinder råbe om hjælp på engelsk. Andre vidner så senere en nøgen kvinde gå blødende rundt på Steen Blichers Gade. Hun søgte først ind i en port, dernæst en naboopgang, inden hun atter søgte ud på gaden, hvor en beboer slog alarm. Et par, der kom hjem i en taxi, fik kvinden pakket ind i et vattæppe inden politiets ankomst til gerningsstedet. Kvinden, Bang-On Nielsen, besvimede, men nåede at fortælle, at gerningsmanden var en ung dansker iklædt mørkt tøj. I entréen i kælderlejligheden lå Natálija Ivanova nøgen og livløs i sit eget blod. Ambulancepersonale forsøgte genoplivning af hende, men forgæves. Bang-On Nielsen døde senere på hospitalet, men nåede at gentage signalementet over for politiet.
Begge kvinder var blevet tildelt et ukendt antal knivstik. Hvor mange ville politiet ikke oplyse, men kilder på Randers Centralsygehus oplyste til Randers Amtsavis, at der var tale om et blodbad, og at synet, der mødte dem var "noget af det værste", de havde set.
Politiet formodede, at gerningsmanden flygtede i retning mod centrum, der er få hundrede meter fra gerningsstedet. 
I en gyde ved Søren Møllers Gade 10A - ganske tæt på gerningsstedet - blev mordvåbnet senere fundet af en politihund. Der var tale om en 30 centimer lang franskbrødskniv, som politiet foretog særlige tekniske undersøgelser af. Kniven var af svensk fabrikat og ret speciel, idet knivtakkerne var slebet af.

## Uopklaret
Et lokalt pengeinstitut udlovede kort efter drabet en dusør på 25.000 kroner for oplysninger, der kunne føre til opklaring af sagen. Politiet opfordrede massageklinikkens kunder til selv at henvende sig, hvilket kunne ske diskret, men det førte ikke til noget gennembrud i sagen.
Trods mange års efterforskning, flere spor i form af dna-materiale fra blod, sæd og hår samt fingeraftryk og mere end 2.000 afhøringer lykkedes det aldrig Randers Politi med hjælp fra Rigspolitiets Rejsehold at opklare dobbeltdrabet. Motivet bag drabet er også ukendt, men politiets formodning er, at gerningsmanden har handlet i affekt og at der altså ikke er tale om en likvidering.
Politiet havde i efterforskningen flere mistænkte, hvoraf en af dem i øvrigt var afgået ved døden, da man blev opmærksom på ham.